# Heliura perfusa
Heliura perfusa là một loài bướm đêm thuộc phân họ Arctiinae, họ Erebidae.